# Through Her Eyes
A Through Her Eyes a progresszív metal együttes Dream Theater 2000-ben megjelent maxi-kislemeze, melyet a Metropolis Pt. 2: Scenes from a Memory című albumhoz adtak ki. A kislemezre az albumon is szereplő, címadó szám két különböző változata mellett felkerült két koncertfelvétel is, melyeket 1999. november 12-én rögzítettek Brüsszelben. A "Home" szintén a Scenes from a Memory album száma, míg a több mint negyedórás "When Images and Words Unite" az 1992-es Images and Words album néhány dalának egyvelege.

## A kislemez dalai
1. "Through Her Eyes" (radio edit) – 4:34
2. "Through Her Eyes" (alternate album mix) – 6:01
3. "Home" (live) – 14:13
4. "When Images and Words Unite" (live medley) – 15:53
  - "Pull Me Under"
  - "Under a Glass Moon"
  - "A Fortune in Lies"
  - "Only a Matter of Time"
  - "Take the Time"

## Közreműködők
- James LaBrie – ének
- John Petrucci – gitár
- John Myung – basszusgitár
- Mike Portnoy – dobok
- Jordan Rudess – billentyűs hangszerek

## Külső hivatkozások
- Dream Theater hivatalos oldal
- Encyclopaedia Metallum – Dream Theater: Metropolis Pt. 2: Scenes from a Memory
- Encyclopaedia Metallum – Dream Theater: Through Her Eyes
- ProgArchives – Dream Theater: Through Her Eyes